# Hawera
Hawera is een plaats in de regio Taranaki op het Noordereiland van Nieuw-Zeeland. Hawera ligt 75 kilometer ten zuiden van New Plymouth aan higway 3 en 45 en op 20 minuten rijden van de vulkaan Mount Taranaki. Het is de een na grootste plaats van Taranaki.

## Vervoer
De Marton - New Plymouth spoorlijn komt door Hawera en opende op 1 augustus 1881, maar aan passagiersvervoer kwam een einde op 30 juli 1977.

## Musea
- Tawhiti Museum, cultuurhistorisch museum over het cultureel erfgoed, de lokale geschiedenis, de Maori
- Elvis Presley Museum, particulier museum over Elvis Presley

## Economie
In Hawera staat de grootste melkfabriek van het zuidelijk halfrond. Deze fabriek van Fonterra heeft een eigen elektriciteitscentrale en opende in 1975.

## Branden en watertoren

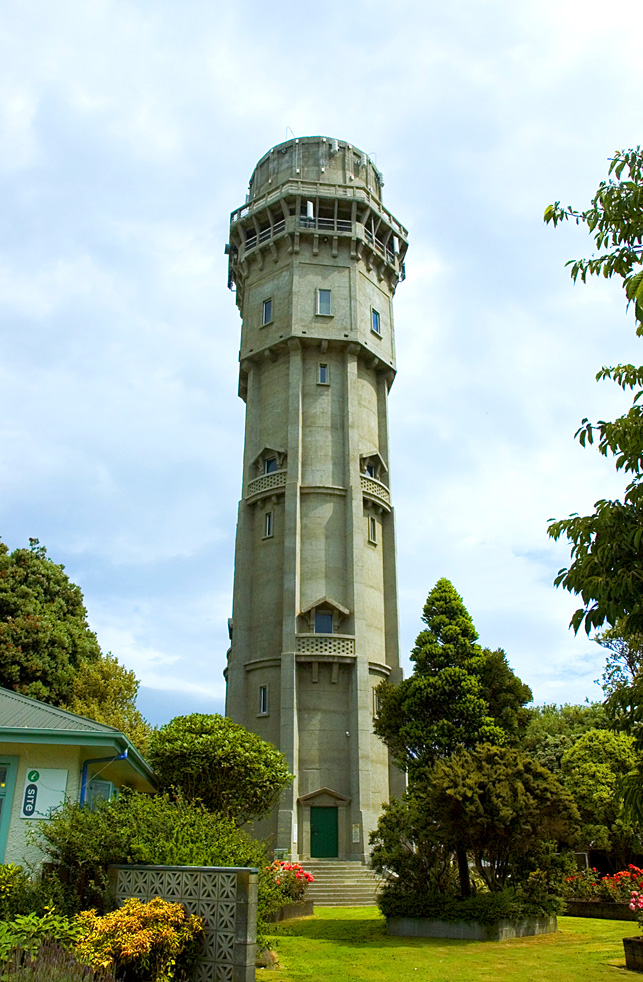
Watertoren van Hawera

Hawera is Maori voor verbrande plaats, driemaal (in 1884, 1888 en 1912) deed Hawera zijn naam eer aan met grote branden. Daarom is er een grote watertoren gebouwd in het centrum van de stad.